# Alwarthirunagiri
Alwarthirunagiri là một thị xã panchayat của quận Toothukudi thuộc bang Tamil Nadu, Ấn Độ.

## Nhân khẩu
Theo điều tra dân số năm 2001 của Ấn Độ, Alwarthirunagiri có dân số 8876 người. Phái nam chiếm 48% tổng số dân và phái nữ chiếm 52%. Alwarthirunagiri có tỷ lệ 78% biết đọc biết viết, cao hơn tỷ lệ trung bình toàn quốc là 59,5%: tỷ lệ cho phái nam là 82%, và tỷ lệ cho phái nữ là 75%. Tại Alwarthirunagiri, 11% dân số nhỏ hơn 6 tuổi.